# بني شريف (عبس)

تعديل مصدري - تعديل

بني شريف هي إحدى قرى عزلة بني ثواب بمديرية عبس التابعة لمحافظة حجة، بلغ تعداد سكانها 571 نسمة حسب تعداد اليمن لعام 2004.